# Reaktive Zwischenstufe
Reaktive Zwischenstufen oder Intermediate bezeichnen in der Chemie kurzlebige Teilchen, die im Verlauf zusammengesetzter chemischer Reaktionen mit komplexen Reaktionsmechanismen gebildet und wieder verbraucht werden. Die Lebensdauer von reaktiven Zwischenstufen muss größer als die Zeitdauer molekularer Schwingungen sein.
Reaktive Zwischenstufen treten im Gegensatz zu Edukten und Produkten nicht in stöchiometrischen Bruttoreaktionsgleichungen oder Massenwirkungsgesetzen zusammengesetzter Reaktionen auf. Die Reaktionskinetik können sie allerdings erheblich beeinflussen. Reaktive Zwischenstufen nehmen in Reaktionsprofilen lokale Minima ein; sowohl die Bildung der reaktiven Zwischenstufen als auch ihre weitere Umsetzung sind mit freien Aktivierungsenthalpien (siehe Theorie des Übergangszustandes) beziehungsweise Aktivierungsenergien (siehe auch Arrhenius-Gleichung) verbunden. Häufig wird zur Vereinfachung der mathematischen Darstellung von Reaktionskinetiken näherungsweise angenommen, dass die Konzentrationen der reaktiven Zwischenstufen nach einer Induktionsphase konstant bleiben (Bodensteinsches Quasistationaritätsprinzip, siehe auch Lindemann-Mechanismus).
Wichtige reaktive Zwischenstufen sind vor allem Carbeniumionen, Carbanionen, Radikale, Carbene und Nitrene. Oft ist die Lebensdauer einer reaktiven Zwischenstufe zu kurz für eine klare spektroskopische Charakterisierung. Bisweilen kann dann die Matrixisolations-Technik weiterhelfen.
Carbeniumionen treten beispielsweise als reaktive Zwischenstufen bei der SN1-Reaktion, C-C-Bindungsknüpfungen, Umlagerungen und Fragmentierungen auf.